# 香取神社 (我孫子市新木)
香取神社（かとりじんじゃ）は、千葉県我孫子市の神社。

## 歴史
創建年代は不明である。ただ「河村出羽守」によって創建されたといわれている。河村氏は近くの中峠城の城主であることから、16世紀頃の創建の可能性がある。
明治初期、近代社格制度に基づく「村社」に列せられた。しかし長年の経過とともに社殿等の老朽化が甚だしくなってきた。1946年（昭和21年）、GHQの命により不要となった奉安殿の建物を譲り受け、社殿とした。その経緯により虹梁蟇股に菊花紋章が付されている。

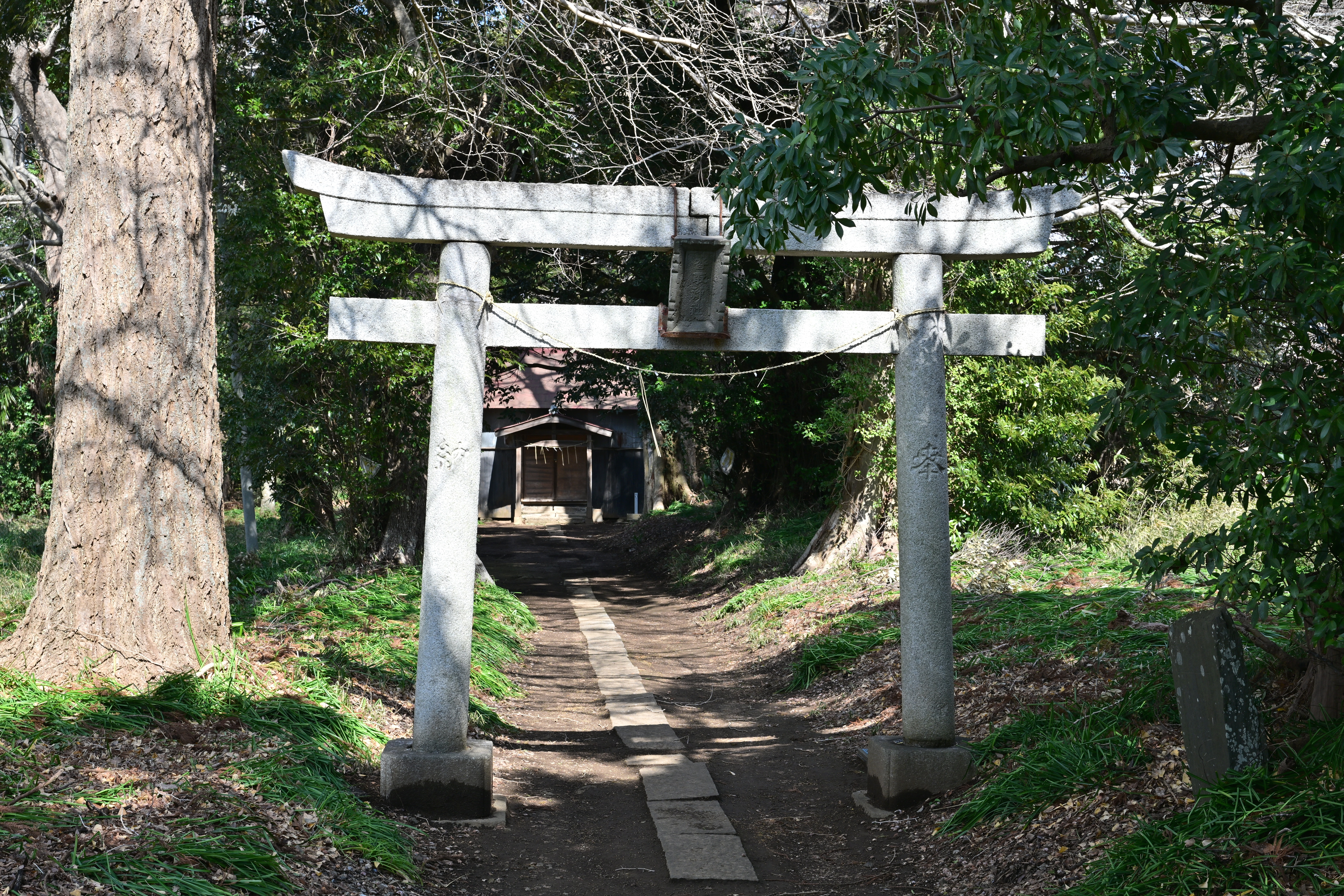
鳥居
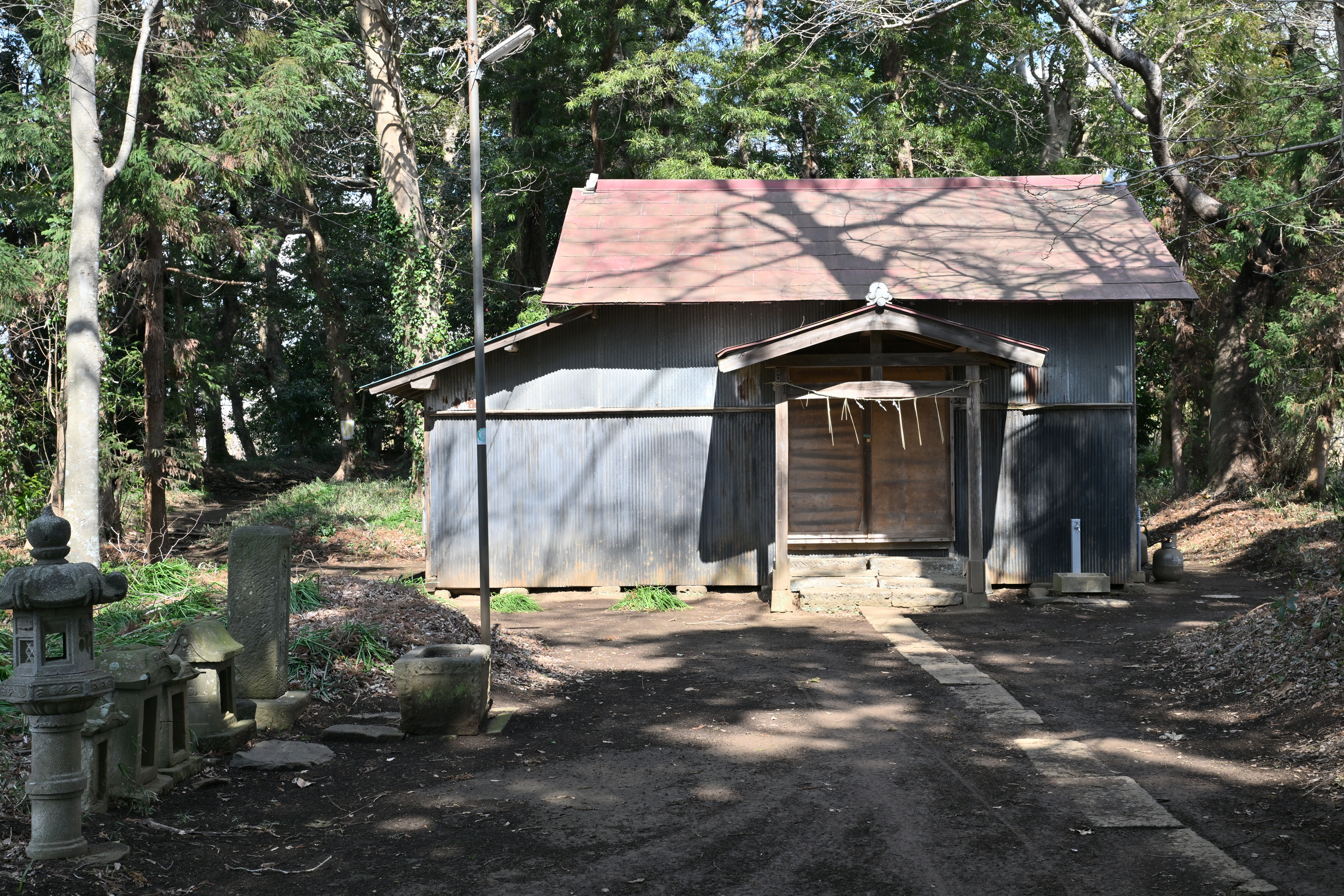
拝殿
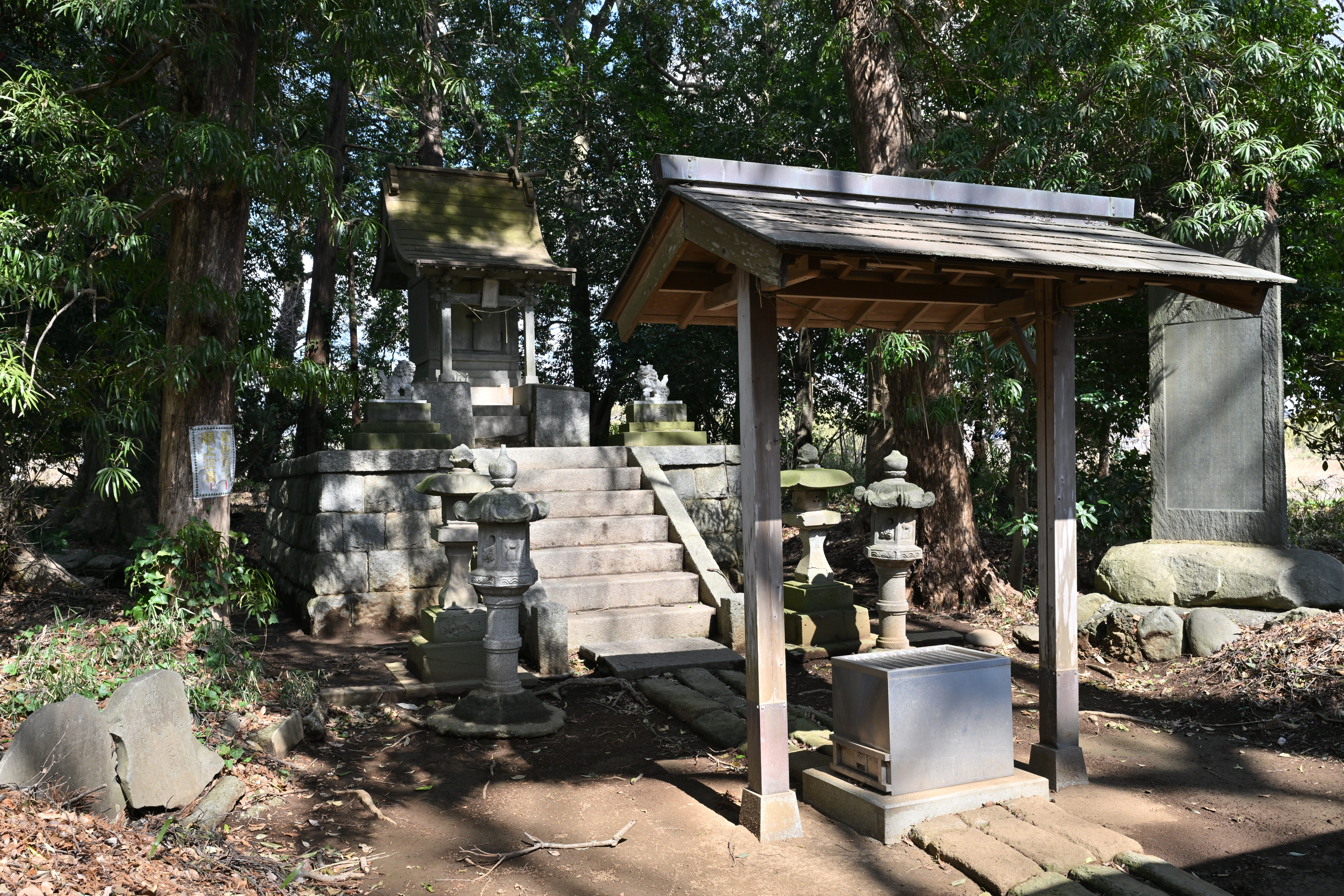
本殿

## 交通アクセス
- 新木駅より徒歩14分。